# Зальцмюнде
Зальцмюнде (нем. Salzmünde) — община в Германии, в земле Саксония-Анхальт. 
Входит в состав района Заале. Подчиняется управлению Вестлихер Залькрайс.  Население составляет 2486 человек (на 31 декабря 2006 года). Занимает площадь 18,01 км².
Община подразделяется на 7 сельских округов.